# NGC 7142
NGC 7142 (другое обозначение — OCL 241) — рассеянное скопление в созвездии Цефей.
Этот объект входит в число перечисленных в оригинальной редакции «Нового общего каталога».